# Дани Милоша Црњанског
Дани Милоша Црњанског је књижевна манифестација која се одржава под покровитељством Матице српске у Новом Саду и Новом Милошеву од 2019. године. Манифестација се одржава у периоду од 29. новембра до 1. децембра. У оквиру манифестације додељује се Награда „Бескрајни плави круг”. 

## Историјат
Банатски културни центар из Новог Милошева и Удружење „Суматра” из Новог Сада, уз подршку Матице српске из Новог Сада, Задужбине Милоша Црњанског из Београда и Културног центра Војводине „Милош Црњански” из Новог Сада, основали су манифестацију „Дани Милоша Црњанског” која се по први пут одржала крајем новембра 2019. године у Новом Саду и Новом Милошеву. У оквиру манифестације додељује се Награда „Бескрајни плави круг”. Покровитељ награде је Матица српска, а уз нашу најстарију књижевну, културну и научну институцију, манифестацију су подржали Покрајински секретаријат за културу, јавно информисање и односе са верским заједницама и Градска управа за културу града Новог Сада.
У оквиру манифестације „Дани Милоша Црњанског”, а у спомен на Милоша Црњанског и његово дело, у жељи да се награђивањем књижевних дела објављених на српском књижевном простору да подстрека развоју наше књижевности, Матица српска је основала сталну годишњу књижевну награду под именом „Бескрајни плави круг”. Ова награда додељује се за најбољи роман написан на српском језику.
Манифестација се отвара на дан уочи годишњице смрти Милоша Црњанског, 29. новембра, и траје до 1. децембра. 
Председник Програмског одбора је проф. др Слободан Владушић.
| „                                                                          | Идеја за манифестацију „Дани Милоша Црњанског” се појавила из осећања да је Црњански симболички одговор на питање која нам се данас прећутно постављају, а то је смисао српске књижевности данас, и уопште смисао националне културе. Укратко, постоји ли нека књижевна врлина и вредност која нас спаја? За нас је једна од тих вредности и Милош Црњански. А вредности не могу да постоје, ако се јавно не потврђују као вредности. | ” |
| — Слободан Владушић, Дани Милоша Црњанског у Матици српској (29. 11. 2019) | |   |

## Програм
Програм манифестације чине различити садражаји: округли сто о тумачењу дела Милоша Црњанског, гостовања српских писаца новосадским гимназијама и књижевно вече у Матици српској, предавања о Милошу Црњанском у Новом Саду и Новом Милошеву, вече поезије младих песника „Песничко уздарје Милошу Црњанском” и додела Награде „Бескрајни плави круг”. У програму је и објављивање зборника радова са тематског округлог стола.

### Округли сто о тумачењу дела Милоша Црњанског

#### „Лирика Итаке” – 2019.[3]
Тема је изабрана поводом 100 година од првог објављивања Лирике Итаке Милоша Црњанског. 
Учествовали су: Горана Раичевић, Никола Страјнић, Александар Јерков, Лидија Томић, Бојан Јовановић, Драган Бошковић, Драган Хамовић, Часлав Николић и Слободан Владушић.

#### Путописи Милоша Црњанског – 2020.[4]
Учествовали су: Владимир Гвозден, Драган Проле, Предраг Петровић, Слађана Јаћимовић, Небојша Лазић, Часлав Николић, Горан Радоњић, Мирјана Бојанић, Слободан Владушић, Јелена Марићевић и Милош Јоцић.

#### „Дневник о Чарнојевићу” – 2021.[5]
Тема је изабрана поводом 100 година од првог објављивања Дневника о Чарнојевићу Милоша Црњанског. 
Учествовали су: Лидија Мустеданагић, Горана Раичевић, Горица Радмиловић, Бојана Поповић, Настасја Писарев, Милан Мицић, Бојан Јовановић, Зоран Суботички, Александар Петровић, Александра Стевановић и Младен Шукало.

### Предавања о Милошу Црњанском
- 2019 – Зоран Аврамовић „Политички ставови Милоша Црњанског” и Зоран Ђерић „Лирика Итаке”
- 2021 – Иван Негришорац, „Тумачи дела Милоша Црњанског”

### „Писци о Милошу Црњанском”
Књижевно вече на ком су писци читали по једну причу посвећену Милошу Црњанском. У програму су учествовали:
- 2019 – Фрања Петриновић, Весна Капор, Дејан Стојиљковић, Никола Маловић и Марко Крстић. (Снимак 29. 11. 2019)
- 2021 – Сава Дамјанов, Ђорђе Писарев, Ненад Шапоња и Зденка Валент Белић. (Снимак, 29. 11. 2021)

### „Песничко уздарје Милошу Црњанском”
- 2020 – млади песници Милош Марков, Урош Павлов, Стефан Басарић, Бранислав Чурчов и Милена Кулић. У музичком делу програма учествовао је кантаутор Немања Нешић, који је извео неколико песама које су настале по тексту Милоша Црњанског. Програм се може погледати у видео архиви Матице српске.
- 2021 – Јелена Марићевић Балаћ, Растко Лончар, Мина Кулић, Милан Ћосић, Горица Радмиловић, Урош Павлов, Лазар Букумировић. Програм се може погледати у видео архиви Матице српске.

### Награда „Бескрајни плави круг”
Додељује се за најбољи роман написан на српском језику. Први мандат од четири године поверен је жирију који ће радити у саставу: проф. др Александар Јовановић, проф. др Младен Шукало, проф. др Горан Радоњић, проф. др Небојша Лазић и др Јелена Марићевић.

#### Добитници
- Слободан Мандић, за роман Панонски палимпсести, Агора – Градска библиотека „Жарко Зрењанин”, Зрењанин – Нови Сад 2019.
- Драган Стојановић, за роман Тамна пучина, Дом културе Студентски град, Београд 2020.
- Слободан Владушић, за роман Омама, Лагуна, Београд 2021.

### Сценски програм
- 2020 – сценски одломак „Милош Црњански, Роман о Лондону”, у изведби глумаца СНП Тијане Марковић и Душана Вукашиновића, и „Зоран Ђерић, Сенке Милоша Црњанског”  у изведби драмског уметника СНП Григорија Јакишића.[6]
- 2021 – претпремијера сценске поставке Дневника о Чарнојевићу (1. децембар, у продукцији Банатског културног центра Ново Милошево, уредник Зоран Ђерић).[7]

### Зборници
Уредник зборника је проф. др Слободан Владушић.
- Дани Милоша Црњанског: стогодишњица „Лирике Итаке”, Матица српска, УГ Суматра, Нови Сад 2020. COBISS.SR-ID – 20479241[мртва веза]
- Дани Милоша Црњанског: путописи Милоша Црњанског, Матица српска, УГ Суматра, Нови Сад 2021. COBISS.SR-ID – 40371209[мртва веза]